# اسکریمینگ مد جرج
جوجی تانی (ژاپنی: 谷譲治) که با نام اسکریمینگ مد جرج (انگلیسی: Screaming Mad George؛ ۷ اکتبر ۱۹۵۶) شناخته می‌شود، هنرمند جلوه‌های ویژه، کارگردان فیلم و موسیقی‌دان پیشین ژاپنی است.